# 針谷喜久雄
針谷 喜久雄（はりがや きくお、1963年?〜2013年7月1日）は、日本の物理学者である。

## 略歴
- 1986年、東京大学理学部物理学科卒業。
- 1991年、東京大学大学院理学系研究科（物理学専攻）博士課程修了。理学博士。論文の題は「Electronic States and Metal-Insulator Transition in Doped Conjugated Polymers(ド-プされた共役高分子の電子状態と金属転移)」[1]。
- 2001年から2010年まで、産業技術総合研究所ナノテクノロジー研究部門。
- 2010年から、産業技術総合研究所ナノシステム研究部門主任研究員。
- 1998年から2011年まで、金沢工業大学大学院客員教授併任。
- 2000年から2002年まで、東京工業大学大学院客員教授併任。
- 2004年から2007年まで、千葉工業大学大学院客員教授併任。

## 主な研究分野
- ナノ炭素系新物質（フラーレン、ナノチューブ、ナノグラフェン等）
- π共役電子系（導電性高分子、共役高分子、デンドリマー等）
- 物性理論。

吉林大学と九州大学のグループとの共同研究で、メビウスの帯の形にねじれたアセン化合物の性質を計算化学の手法で予測した。
2010年、コンスタンチン・ノボセロフたちがノーベル物理学賞を受賞した。数層のグラフェン関連物質に関する先行研究の論文として、彼らのノーベル賞受賞論文において、文献13番に引用され紹介された。

## 主な著書
- 『Molecular Electronics and Mlecular Electronic Devices Volume II』（分担執筆、CRC Press）
- 『Fullerene Polymers and Fullerene-Polymer Composites』（分担執筆、Springer-Verlag）
- 『Optical Properties of Low-Dimensional Materials Volume 2』（分担執筆、World Scientific）
- 『物理屋のためのインターネット講座』（分担執筆、丸善）